# Aujan-Mournède
Aujan-Mournède (Aujan e Morneda en gascon) est une commune française située dans le sud du département du Gers en région Occitanie. Sur le plan historique et culturel, la commune est dans le pays d'Astarac, un territoire du sud gersois très vallonné, au sol argileux, qui longe le plateau de Lannemezan.
Exposée à un climat océanique altéré, elle est drainée par la Baïse, le Sousson et par divers autres petits cours d'eau. La commune possède un patrimoine naturel remarquable composé d'une zone naturelle d'intérêt écologique, faunistique et floristique.
Aujan-Mournède est une commune rurale qui compte 90 habitants en 2022, après avoir connu un pic de population de 347 habitants en 1866.  Ses habitants sont appelés les Aujanais ou  Aujanaises.

## Géographie

### Localisation
La commune d'Aujan-Mournède se situe au sud-ouest du canton d'Astarac-Gimone et dans l'arrondissement de Mirande, à 12 km de Masseube et à 25 km de Mirande.

### Communes limitrophes
Les communes limitrophes sont  Chélan, Lagarde-Hachan, Monlaur-Bernet, Ponsan-Soubiran, Saint-Ost, Samaran et Viozan.
| Viozan          | Lagarde-Hachan | Samaran |
| Saint-Ost       | Aujan-Mournède | Chélan  |
| Ponsan-Soubiran | Monlaur-Bernet |         |

### Géologie et relief
L'altitude de la commune varie entre 217 et 370 mètres.
La structure des sols comporte une forte proportion de boulbènes.
Aujan-Mournède se situe en zone de sismicité 2 (sismicité faible).

### Hydrographie

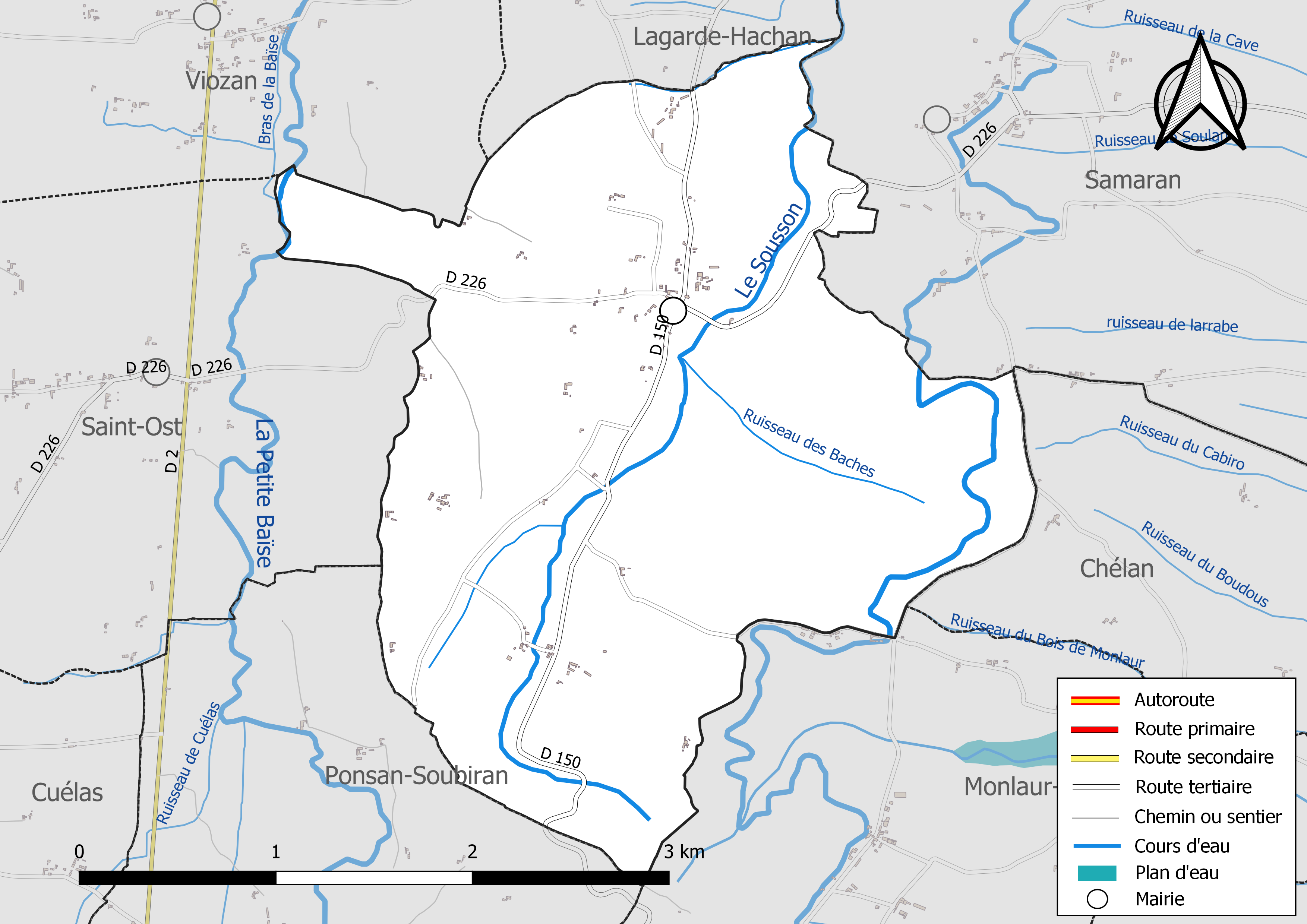
Réseaux hydrographique et routier d'Aujan-Mournède.

La commune est dans le bassin de la Garonne, au sein du bassin hydrographique Adour-Garonne. Elle est drainée par la Baïse, le Sousson, un bras de la Baïse le ruisseau des Baches et par divers petits cours d'eau, qui constituent un réseau hydrographique de 11 km de longueur totale,.
La Baïse, d'une longueur totale de 187,6 km, prend sa source dans la commune de Capvern et s'écoule vers le nord. Elle traverse la commune et se jette dans la Garonne à Saint-Léger, après avoir traversé 52 communes.

### Climat
Pour des articles plus généraux, voir Climat de l'Occitanie et Climat du Gers.
En 2010, le climat de la commune est de type climat océanique altéré, selon une étude s'appuyant sur une série de données couvrant la période 1971-2000. En 2020, Météo-France publie une typologie des climats de la France métropolitaine dans laquelle la commune est dans une zone de transition entre le climat océanique altéré et le climat de montagne ou de marges de montagne et est dans la région climatique Pyrénées centrales, caractérisée par une pluviométrie annuelle de 1 000 à 1 200 mm.
Pour la période 1971-2000, la température annuelle moyenne est de 12,6 °C, avec une amplitude thermique annuelle de 15,2 °C. Le cumul annuel moyen de précipitations est de 858 mm, avec 10,1 jours de précipitations en janvier et 6,5 jours en juillet. Pour la période 1991-2020, la température moyenne annuelle observée sur la station météorologique la plus proche, située sur la commune de Sadeillan à 13 km à vol d'oiseau, est de 13,6 °C et le cumul annuel moyen de précipitations est de 900,9 mm,. Pour l'avenir, les paramètres climatiques de la commune estimés pour 2050 selon différents scénarios d'émission de gaz à effet de serre sont consultables sur un site dédié publié par Météo-France en novembre 2022.

### Milieux naturels et biodiversité

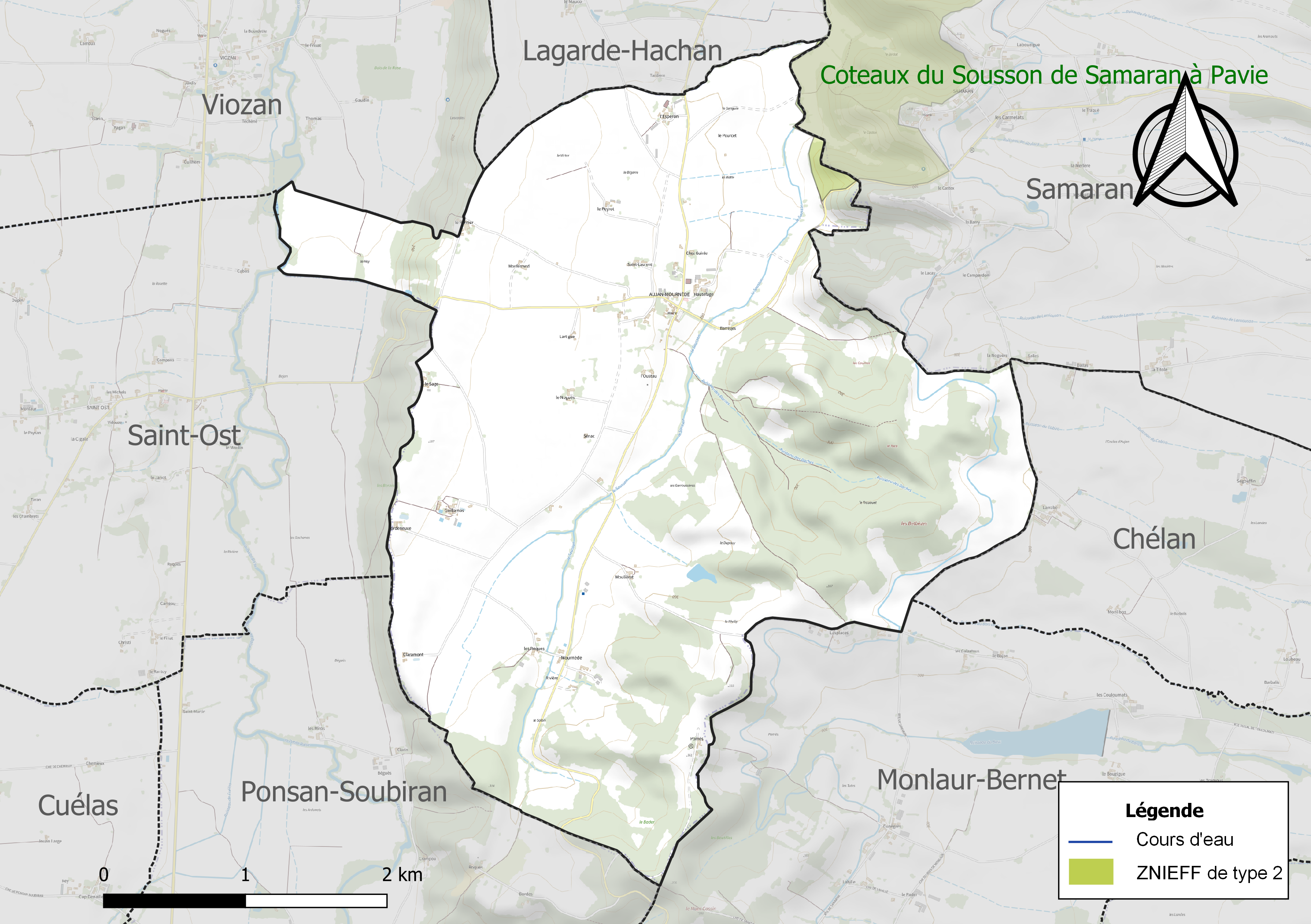
Carte de la ZNIEFF de type 2 localisée sur la commune.

L’inventaire des zones naturelles d'intérêt écologique, faunistique et floristique (ZNIEFF) a pour objectif de réaliser une couverture des zones les plus intéressantes sur le plan écologique, essentiellement dans la perspective d’améliorer la connaissance du patrimoine naturel national et de fournir aux différents décideurs un outil d’aide à la prise en compte de l’environnement dans l’aménagement du territoire.
Une ZNIEFF de type 2 est recensée sur la commune :
les « coteaux du Sousson de Samaran à Pavie » (2 695 ha), couvrant 14 communes du département.

## Urbanisme

### Typologie
Au 1er janvier 2024, Aujan-Mournède est catégorisée commune rurale à habitat très dispersé, selon la nouvelle grille communale de densité à sept niveaux définie par l'Insee en 2022.
Elle est située hors unité urbaine et hors attraction des villes,.

### Occupation des sols
L'occupation des sols de la commune, telle qu'elle ressort de la base de données européenne d’occupation biophysique des sols Corine Land Cover (CLC), est marquée par l'importance des territoires agricoles (73,5 % en 2018), en diminution par rapport à 1990 (75,1 %). La répartition détaillée en 2018 est la suivante : 
terres arables (56,6 %), forêts (26,5 %), zones agricoles hétérogènes (16,9 %). L'évolution de l’occupation des sols de la commune et de ses infrastructures peut être observée sur les différentes représentations cartographiques du territoire : la carte de Cassini (XVIIIe siècle), la carte d'état-major (1820-1866) et les cartes ou photos aériennes de l'IGN pour la période actuelle (1950 à aujourd'hui).

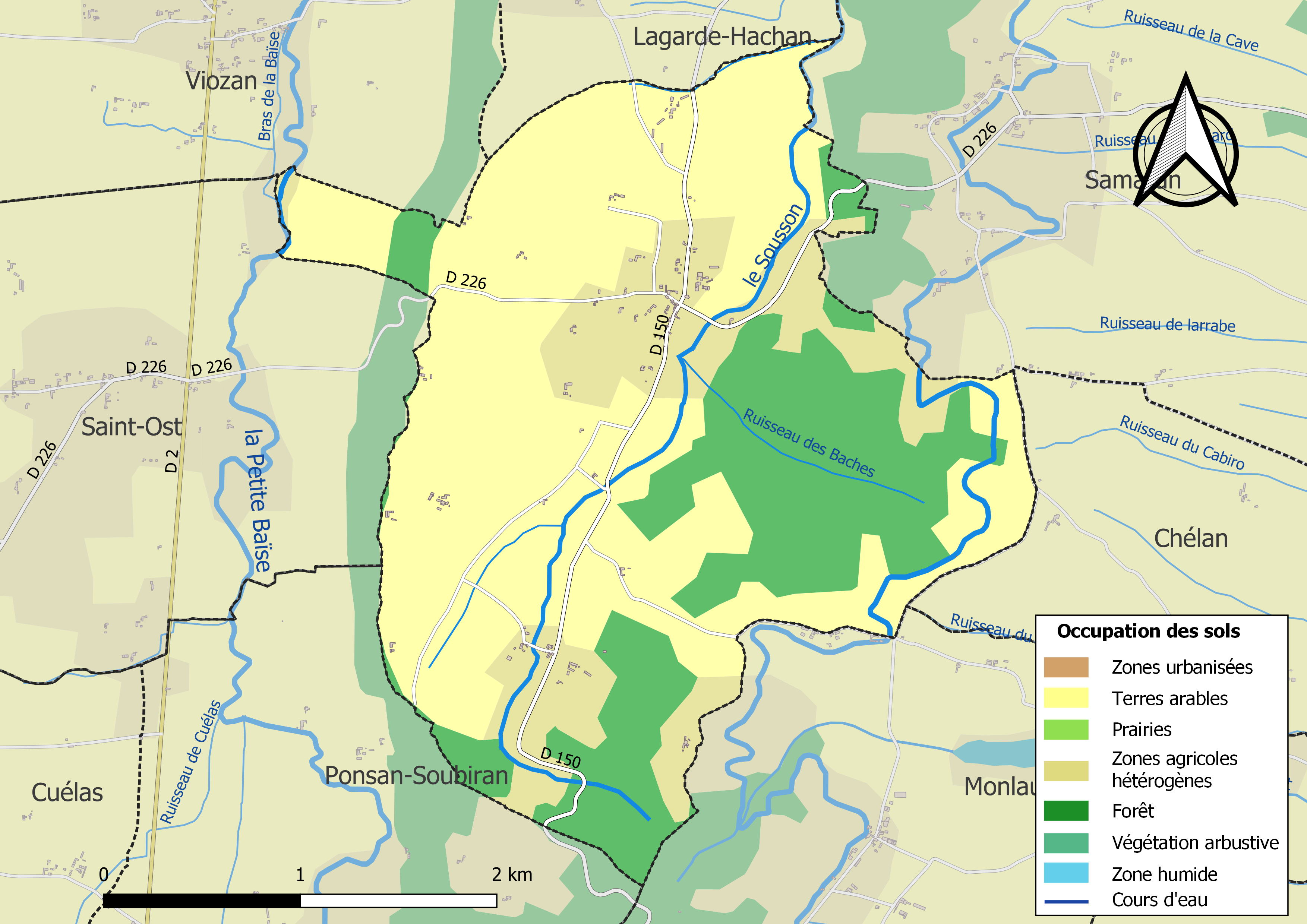
Carte des infrastructures et de l'occupation des sols de la commune en 2018 (CLC).

### Voies de communication et transports
Aujan-Mournède est traversée par :

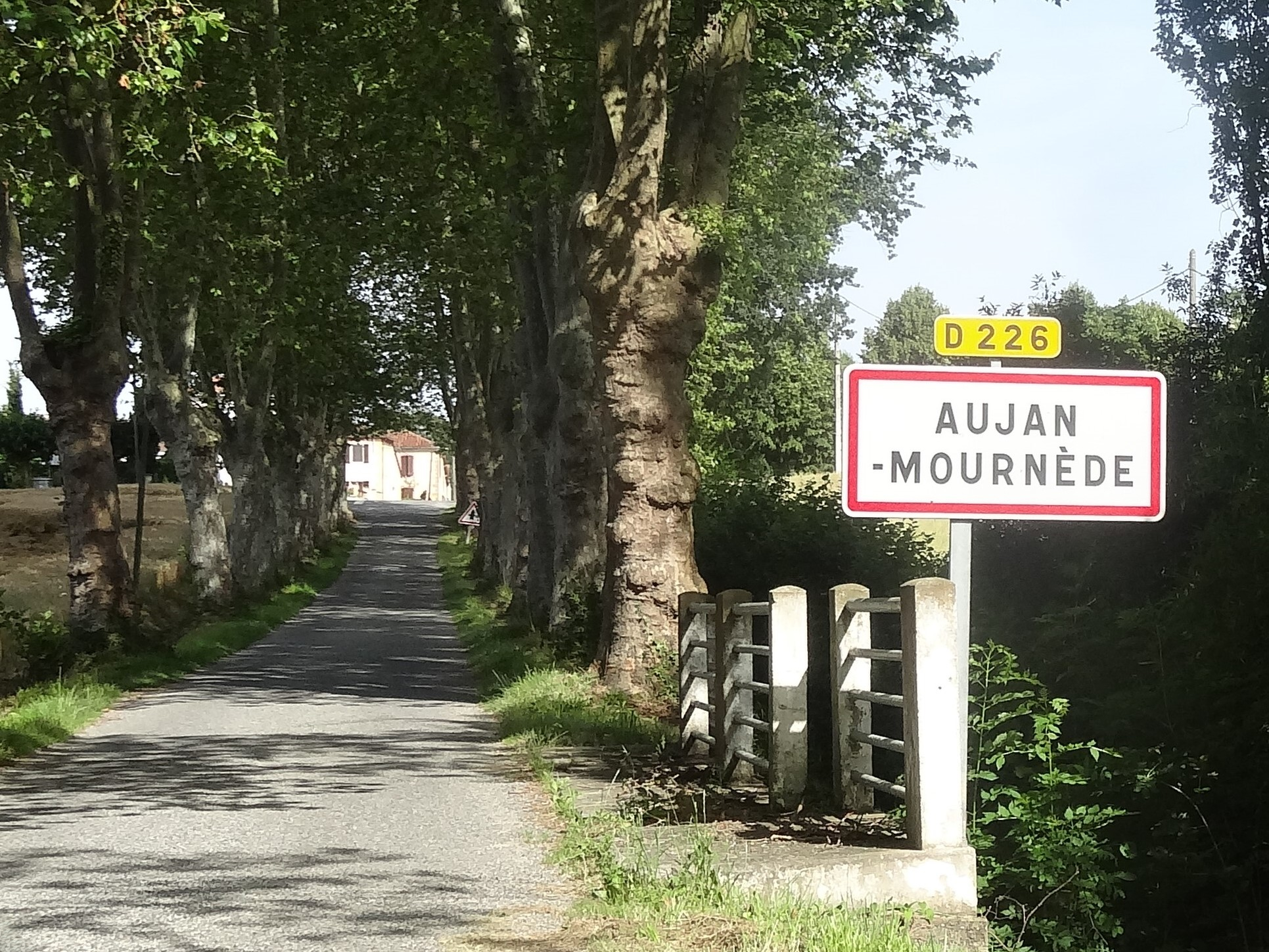
Entrée est du village sur la D226.

- La D 150 du nord au sud en provenance de Lagarde-Hachan et en direction de Monlaur-Bernet ;
- La D 226 d'ouest en est en provenance de Saint-Ost et en direction de Samaran.

### Risques majeurs
Le territoire de la commune d'Aujan-Mournède est vulnérable à différents aléas naturels : météorologiques (tempête, orage, neige, grand froid, canicule ou sécheresse) et séisme (sismicité faible). Un site publié par le BRGM permet d'évaluer simplement et rapidement les risques d'un bien localisé soit par son adresse soit par le numéro de sa parcelle.

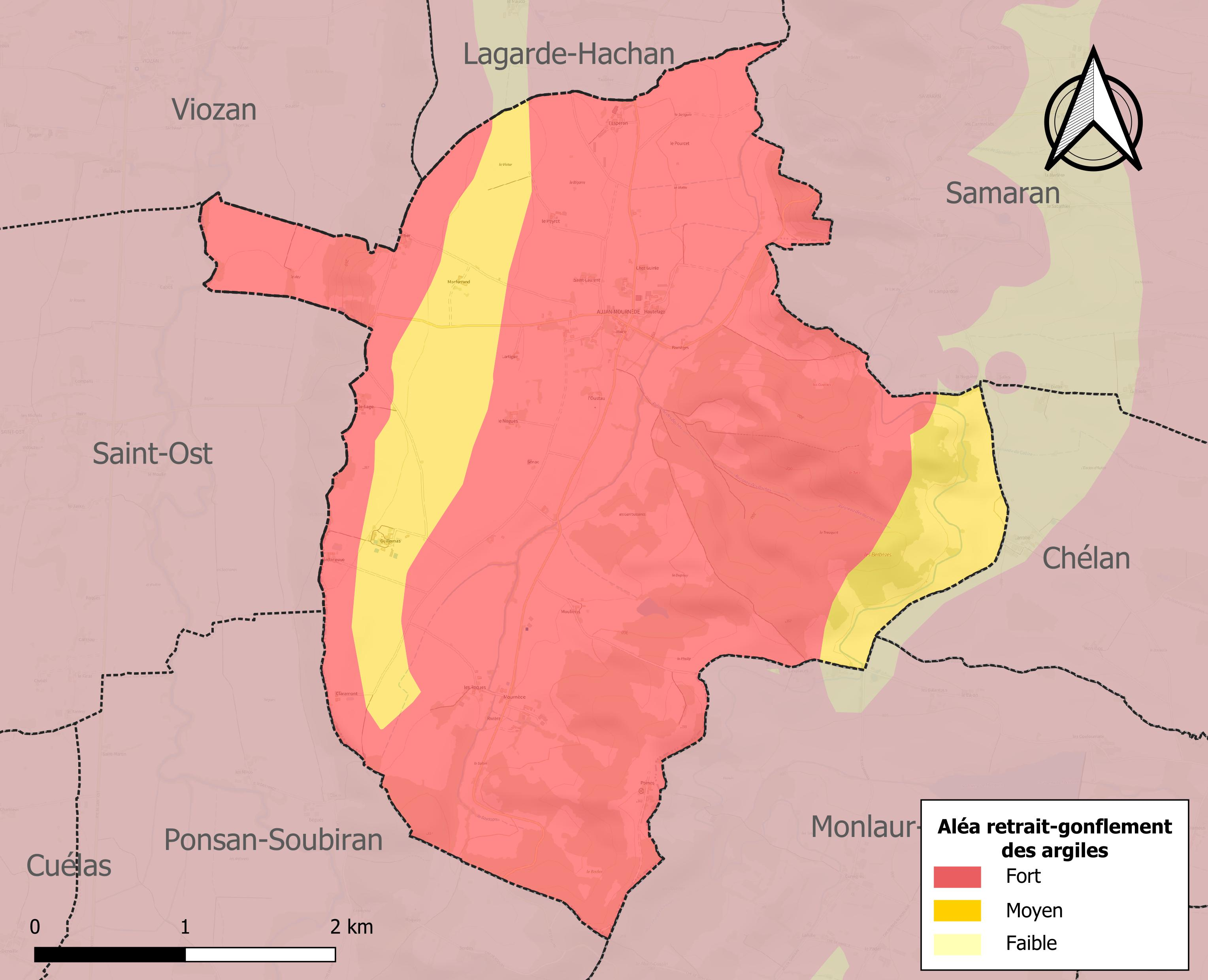
Carte des zones d'aléa retrait-gonflement des sols argileux d'Aujan-Mournède.

Le retrait-gonflement des sols argileux est susceptible d'engendrer des dommages importants aux bâtiments en cas d’alternance de périodes de sécheresse et de pluie. La totalité de la commune est en aléa moyen ou fort (94,5 % au niveau départemental et 48,5 % au niveau national). Sur les 52 bâtiments dénombrés sur la commune en 2019, 52 sont en aléa moyen ou fort, soit 100 %, à comparer aux 93 % au niveau départemental et 54 % au niveau national. Une cartographie de l'exposition du territoire national au retrait gonflement des sols argileux est disponible sur le site du BRGM,.
Par ailleurs, afin de mieux appréhender le risque d’affaissement de terrain, l'inventaire national des cavités souterraines permet de localiser celles situées sur la commune.
La commune a été reconnue en état de catastrophe naturelle au titre des dommages causés par les inondations et coulées de boue survenues en 1999 et 2009. Concernant les mouvements de terrains, la commune a été reconnue en état de catastrophe naturelle au titre des dommages causés par la sécheresse en 1989 et par des mouvements de terrain en 1999.

## Toponymie
Où se situait un lieu appartenant au fils d'un Jean (« au Jean »).

## Histoire
Aujan fusionne avec Mournède en 1822.

## Politique et administration

### Liste des maires

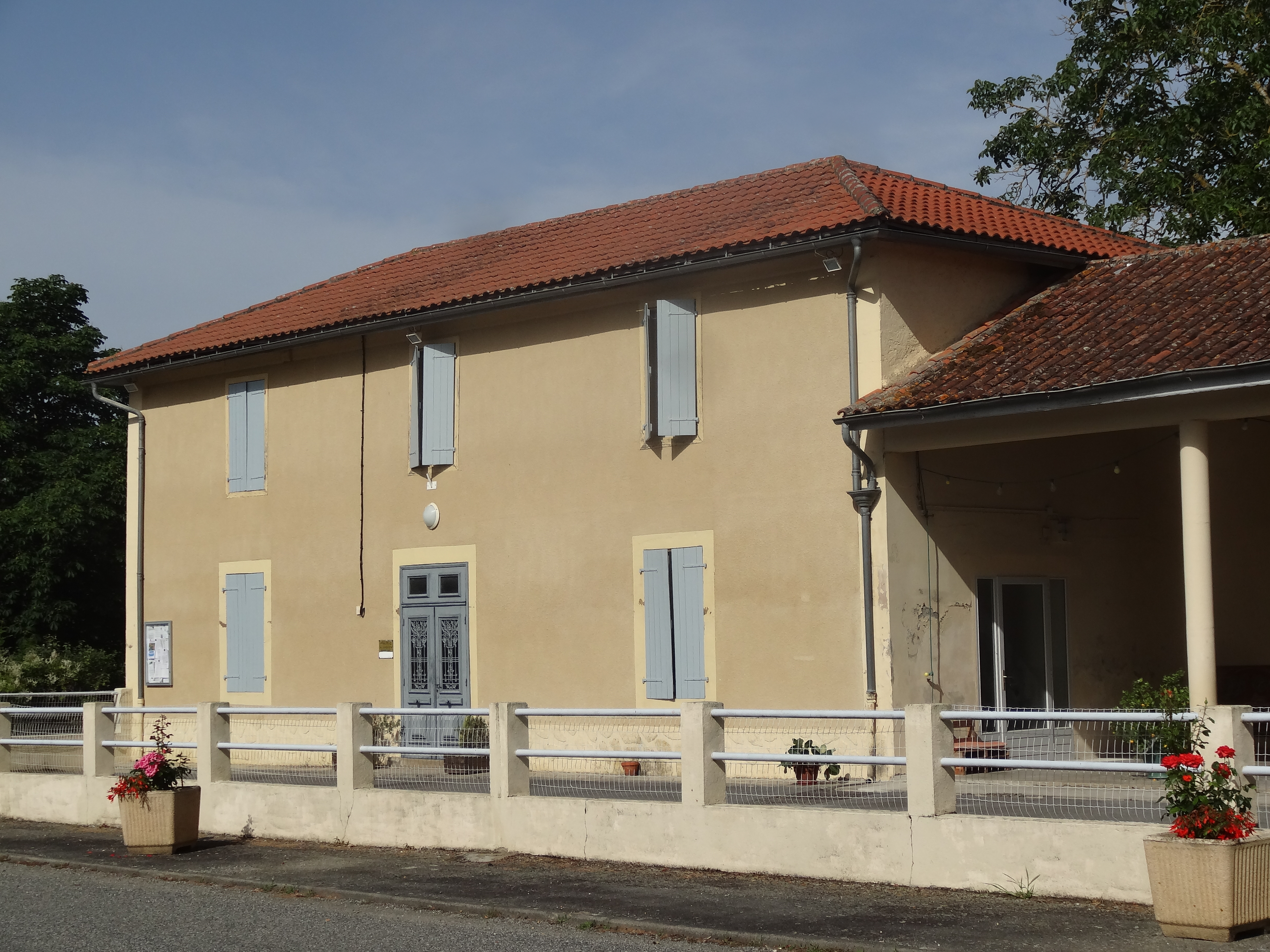
La mairie en 2019.

| Période                                  | Période  | Identité            | Étiquette | Qualité                   |
| ---------------------------------------- | -------- | ------------------- | --------- | ------------------------- |
| mars 2001                                | 2014     | Jean Lartigue       | DVD       |                           |
| mars 2014                                | 2020     | Michel Taran        | DVG       | Agriculteur retraité      |
| mai 2020                                 | En cours | Florence Bordeneuve |           | Fonctionnaire territorial |
| Les données manquantes sont à compléter. |          |                     |           |                           |

## Population et société

### Démographie
| 1793 | 1800 | 1806 | 1821 | 1831 | 1841 | 1846 | 1851 | 1856 |
| ---- | ---- | ---- | ---- | ---- | ---- | ---- | ---- | ---- |
| 173  | 153  | 184  | 262  | 298  | 325  | 303  | 315  | 328  |

| 1861 | 1866 | 1872 | 1876 | 1881 | 1886 | 1891 | 1896 | 1901 |
| ---- | ---- | ---- | ---- | ---- | ---- | ---- | ---- | ---- |
| 328  | 347  | 313  | 300  | 288  | 274  | 270  | 245  | 255  |

| 1906 | 1911 | 1921 | 1926 | 1931 | 1936 | 1946 | 1954 | 1962 |
| ---- | ---- | ---- | ---- | ---- | ---- | ---- | ---- | ---- |
| 252  | 259  | 211  | 203  | 190  | 199  | 169  | 168  | 166  |

| 1968 | 1975 | 1982 | 1990 | 1999 | 2006 | 2008 | 2013 | 2018 |
| ---- | ---- | ---- | ---- | ---- | ---- | ---- | ---- | ---- |
| 144  | 127  | 117  | 113  | 107  | 97   | 94   | 93   | 89   |

| 2022 | - | - | - | - | - | - | - | - |
| ---- | - | - | - | - | - | - | - | - |
| 90   | - | - | - | - | - | - | - | - |

### Enseignement

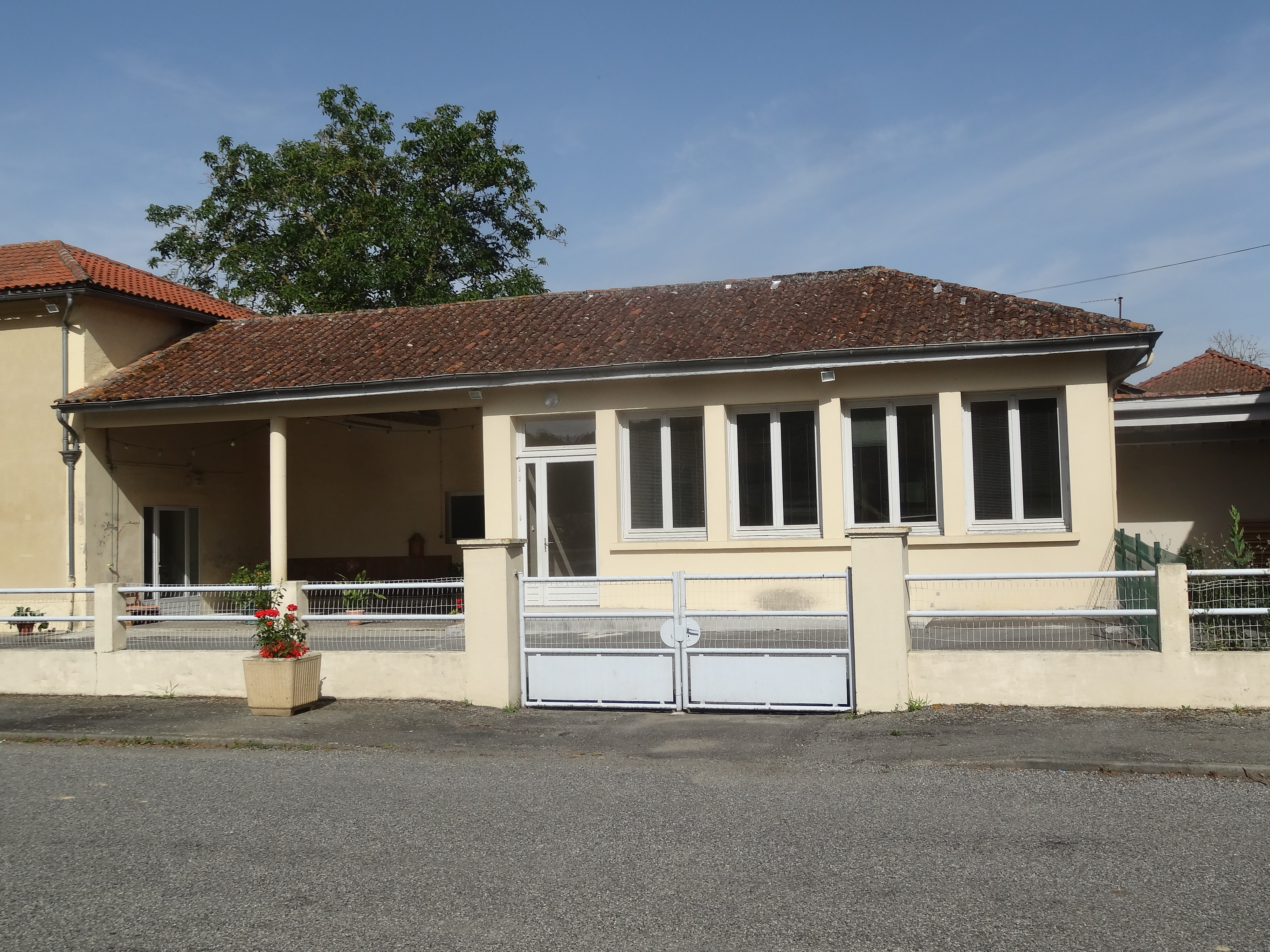
L'école fermée.

Aujan-Mournède fait partie de l'académie de Toulouse.

### Manifestations culturelles et festivités

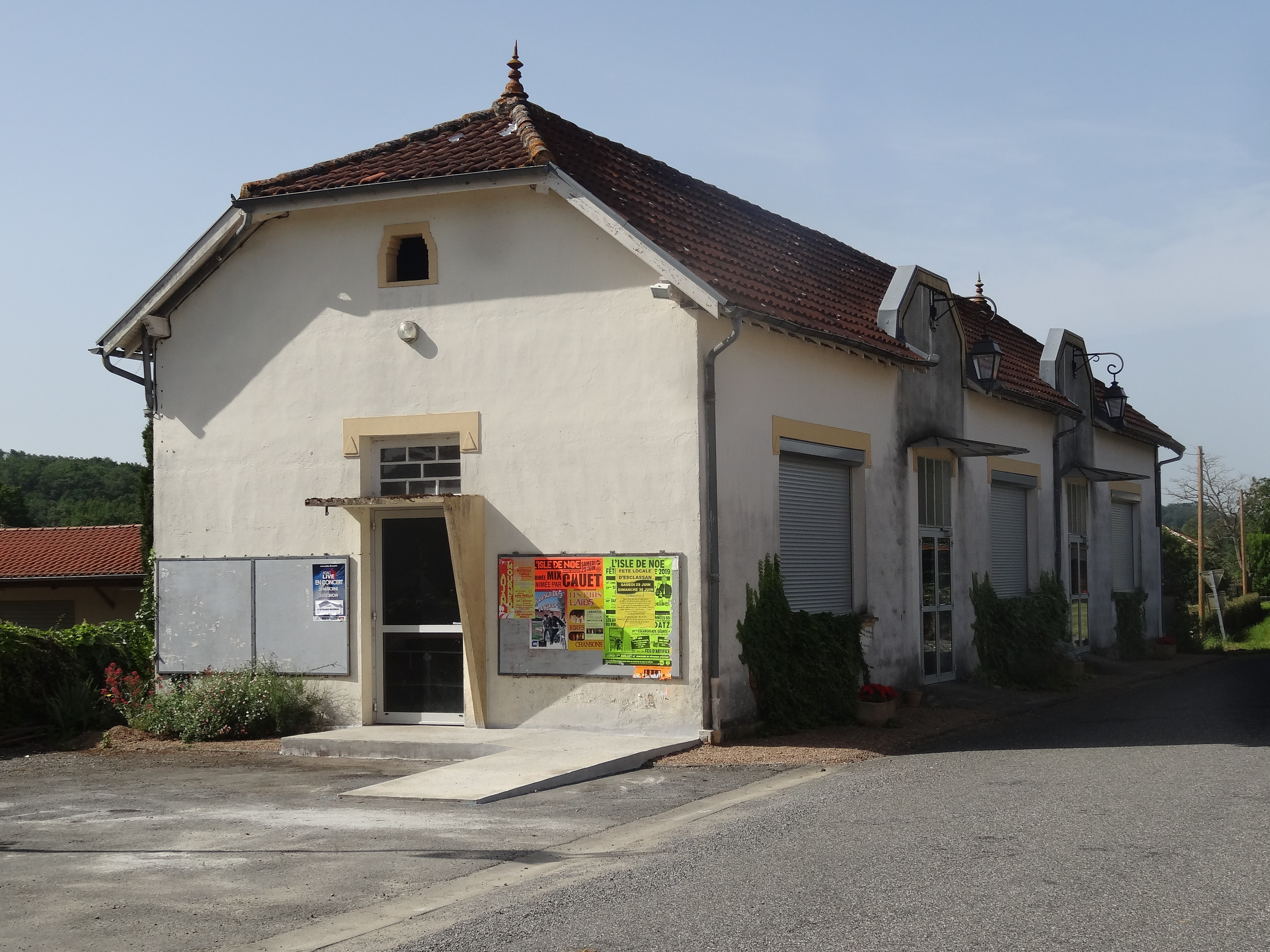
La salle des fêtes.

- Fête : dimanche suivant le 24 juin[26].

## Économie

### Emploi
|                | 2008  | 2013   | 2018  |
| -------------- | ----- | ------ | ----- |
| Commune        | 5,7 % | 16,7 % | 8,9 % |
| Département    | 6,1 % | 7,5 %  | 8,2 % |
| France entière | 8,3 % | 10 %   | 10 %  |

En 2018, la population âgée de 15 à 64 ans s'élève à 45 personnes, parmi lesquelles on compte 71,1 % d'actifs (62,2 % ayant un emploi et 8,9 % de chômeurs) et 28,9 % d'inactifs,. En  2018, le taux de chômage communal (au sens du recensement) des 15-64 ans est supérieur à celui du département, mais inférieur à celui de la France, alors qu'il était inférieur à celui du département et de la France en 2008.
La commune est hors attraction des villes,. Elle compte 8 emplois en 2018, contre 11 en 2013 et 14 en 2008. Le nombre d'actifs ayant un emploi résidant dans la commune est de 29, soit un indicateur de concentration d'emploi de 27,5 % et un taux d'activité parmi les 15 ans ou plus de 40,7 %.
Sur ces 29 actifs de 15 ans ou plus ayant un emploi, 7 travaillent dans la commune, soit 24 % des habitants. Pour se rendre au travail, 82,8 % des habitants utilisent un véhicule personnel ou de fonction à quatre roues, 6,9 % s'y rendent en deux-roues, à vélo ou à pied et 10,3 % n'ont pas besoin de transport (travail au domicile).

### Activités hors agriculture
Deux établissements seulement relevant d’une activité hors champ de l’agriculture sont implantés  à Aujan-Mournède au 31 décembre 2019.

### Agriculture
|               | 1988 | 2000 | 2010 | 2020 |
| ------------- | ---- | ---- | ---- | ---- |
| Exploitations | 21   | 18   | 13   | 9    |
| SAU (ha)      | 738  | 730  | 403  | 417  |

La commune est dans l'Astarac, une petite région agricole englobant tout le Sud du départementle centre-nord du département du Gers, un quart de sa superficie, et correspond au pied de lʼéventail gascon. En 2020, l'orientation technico-économique de l'agriculture  sur la commune est la combinaisons de granivores (porcins, volailles). Neuf exploitations agricoles ayant leur siège dans la commune sont dénombrées lors du recensement agricole de 2020 (21 en 1988). La superficie agricole utilisée est de 417 ha,,.

## Culture locale et patrimoine

### Lieux et monuments
- Église Saint-Jean-Baptiste.

L'église Saint-Jean-Baptiste
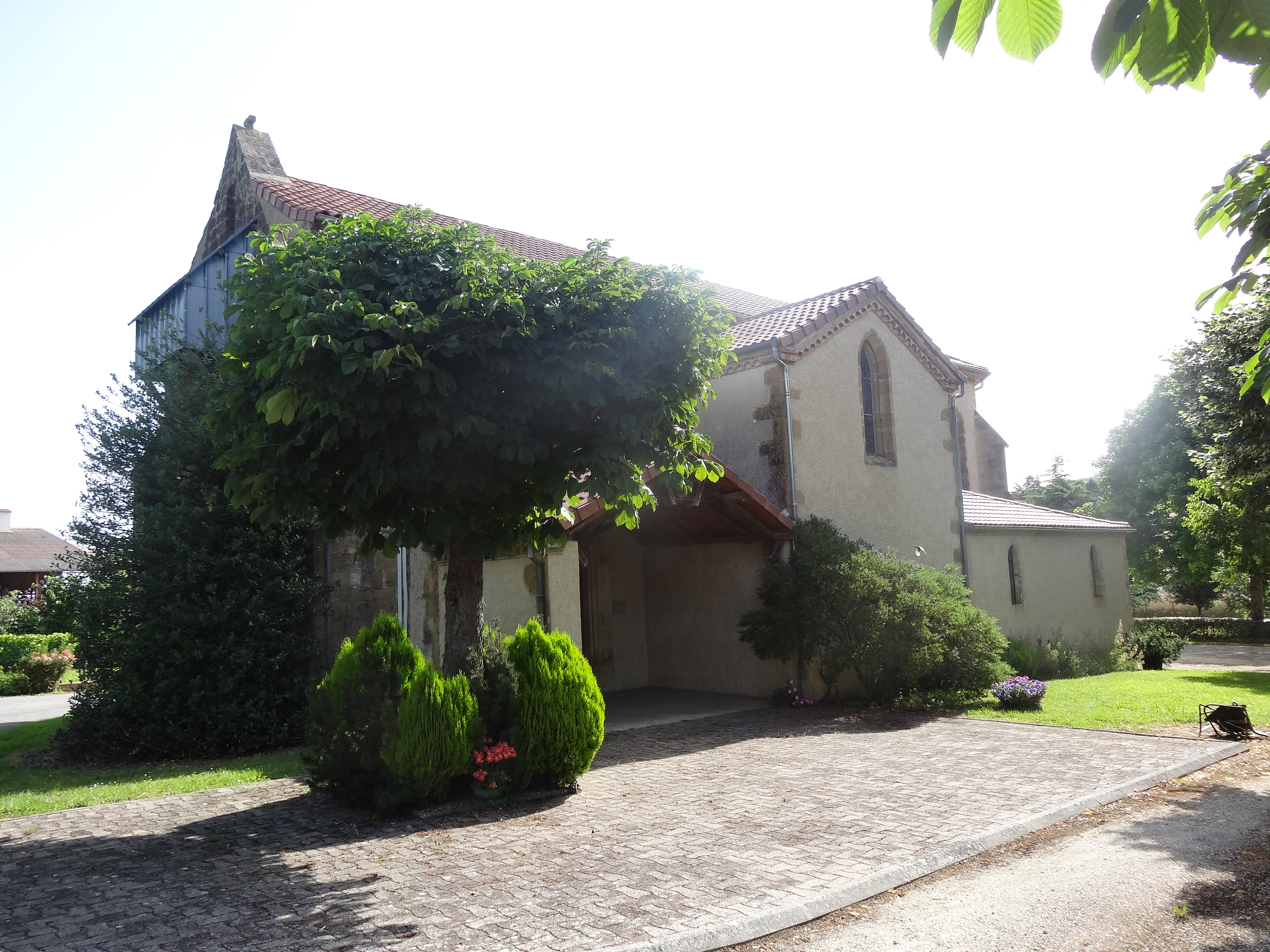
L’église.
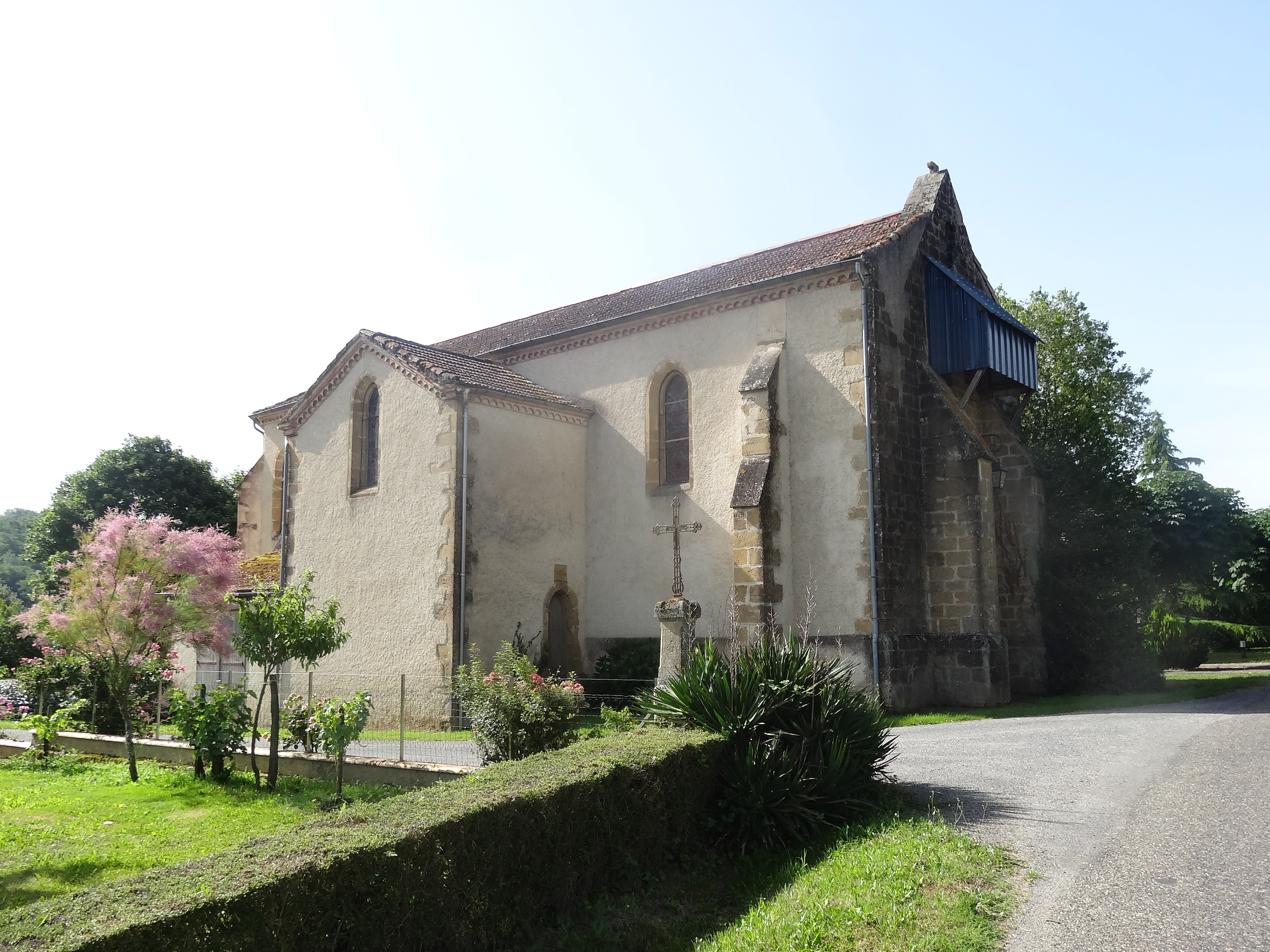
L’église et une croix vues depuis la D150.
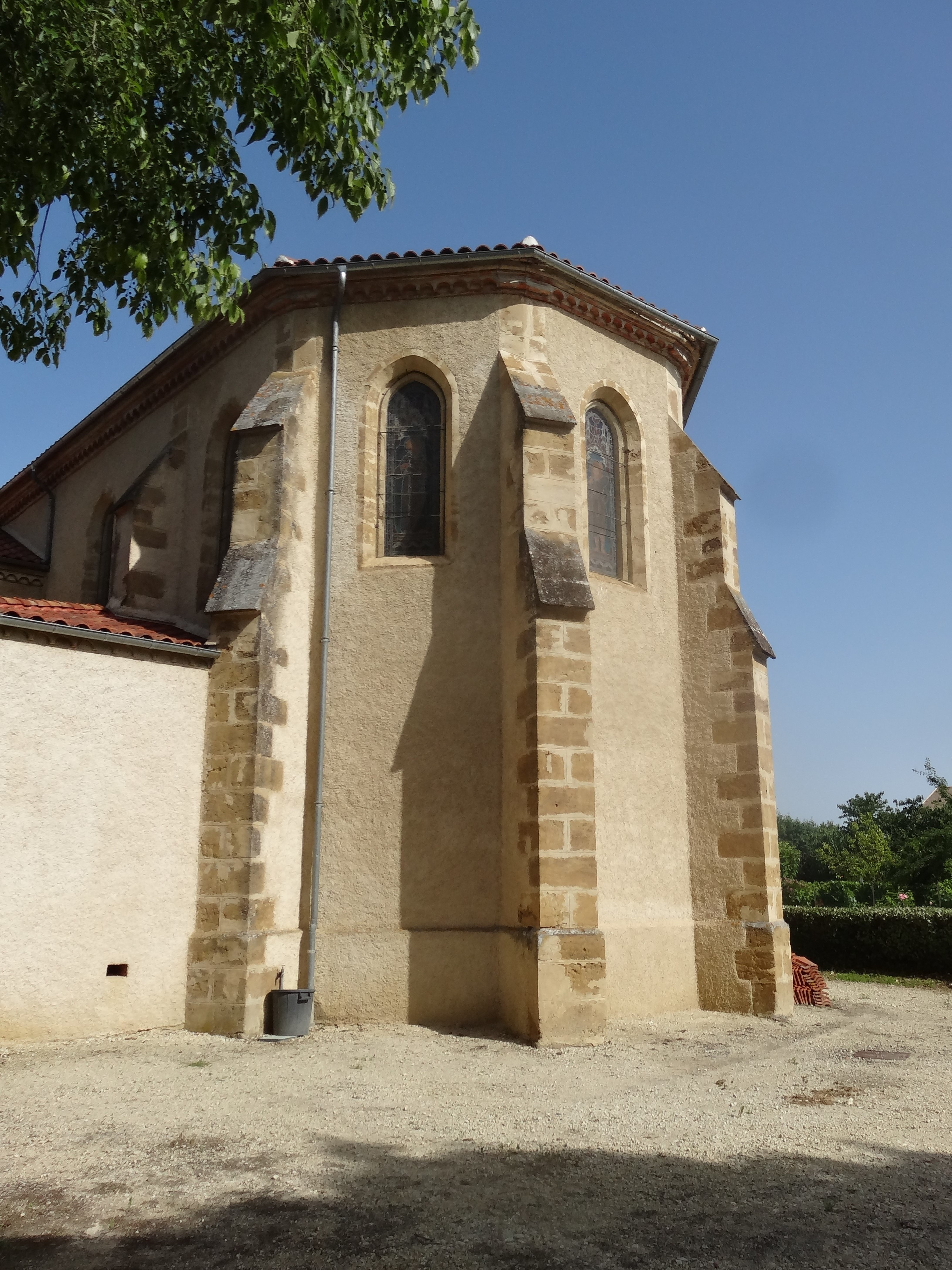
Le chevet.
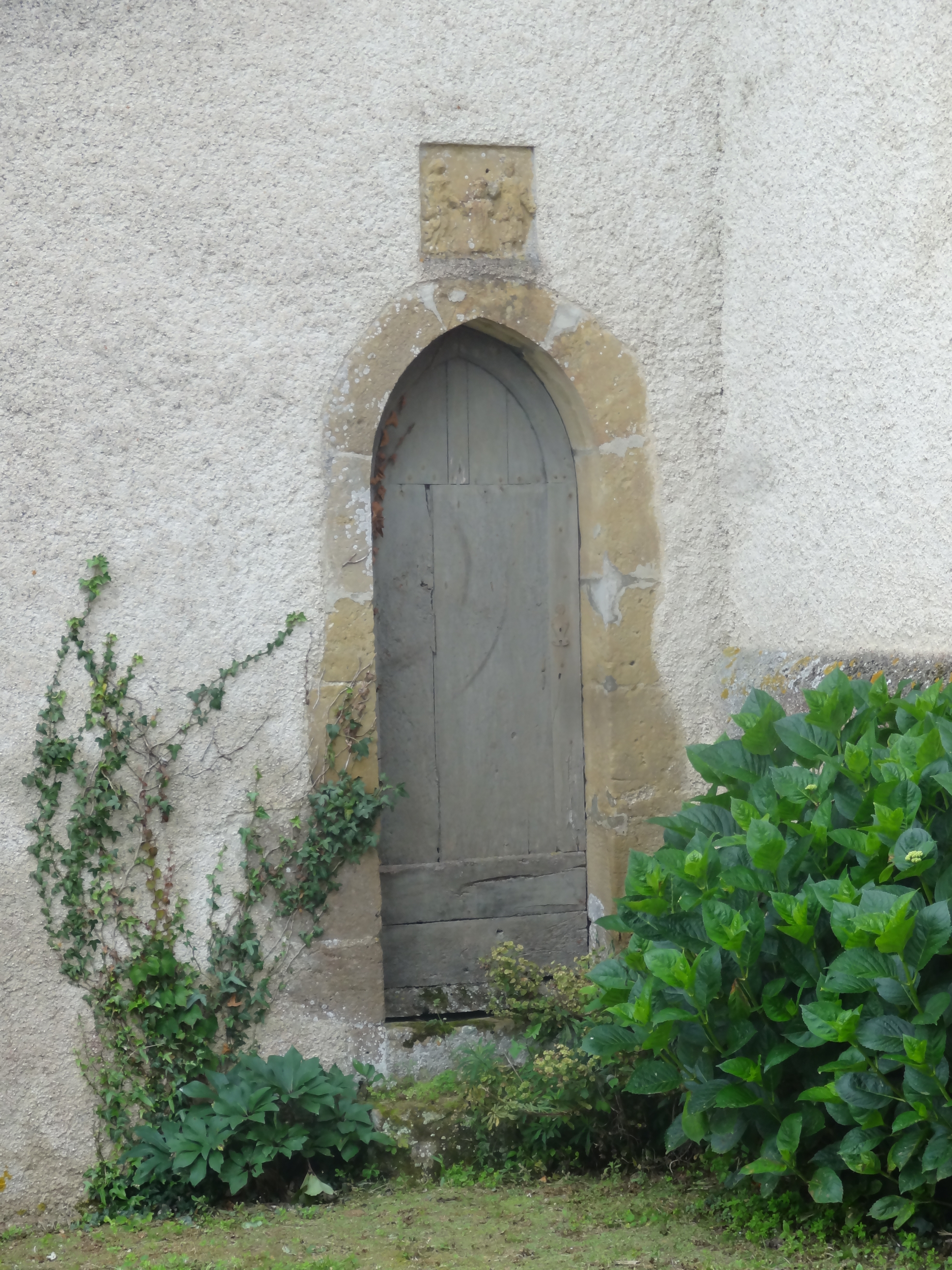
Petite porte latérale.

- Site castral de Mournède. Enclos fossoyé de plan ovale (68 m sur 43 m) situé près de la chapelle du lieu, récemment détruite : fossés larges de 8 m pour 2 m de profondeur[30]. Aucun vestige de l'ancienne demeure seigneuriale n'est aujourd'hui visible en élévation.

Autres lieux et monuments
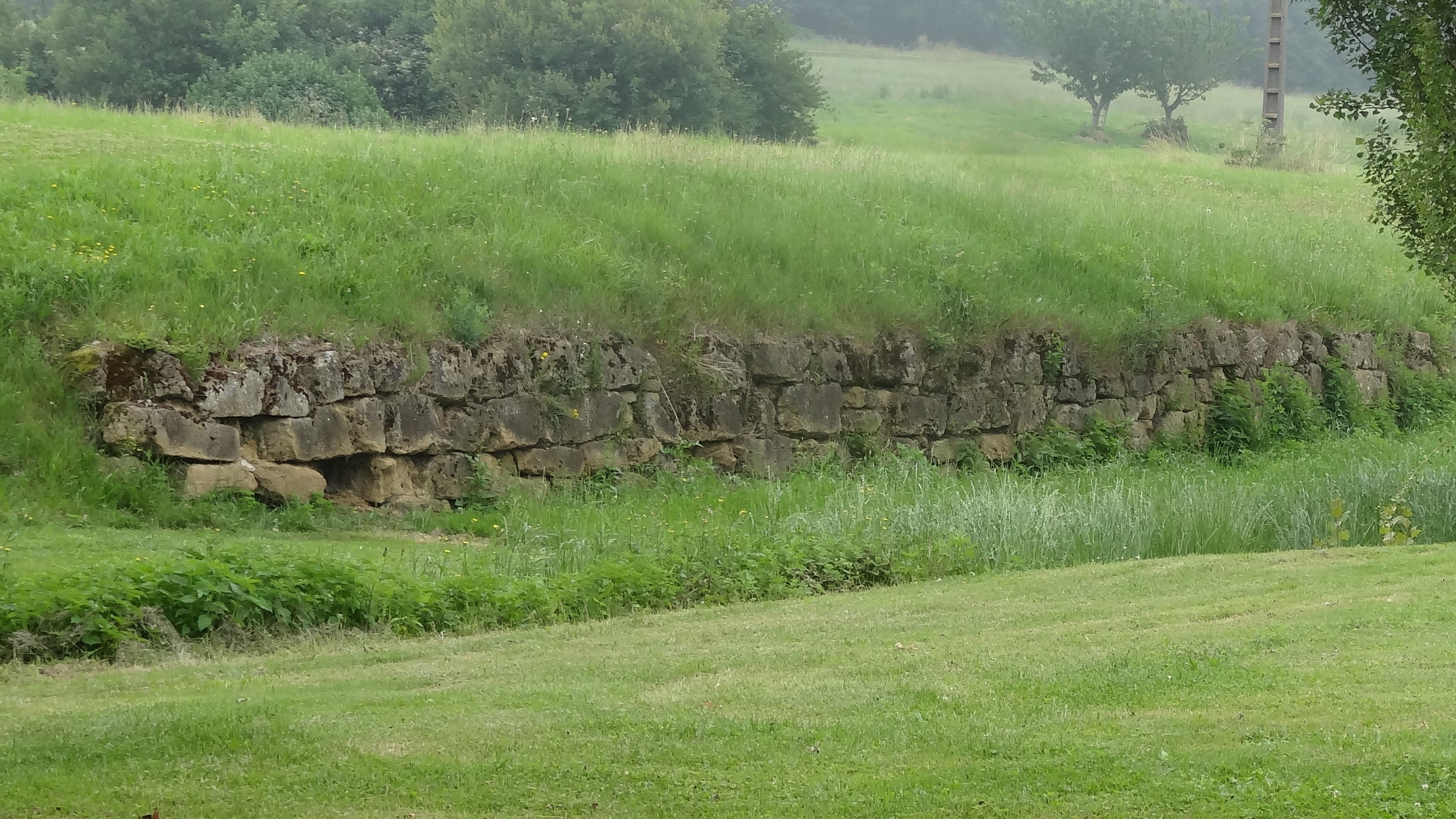
Pierres sculptées de l'ancienne chapelle de Mournède.
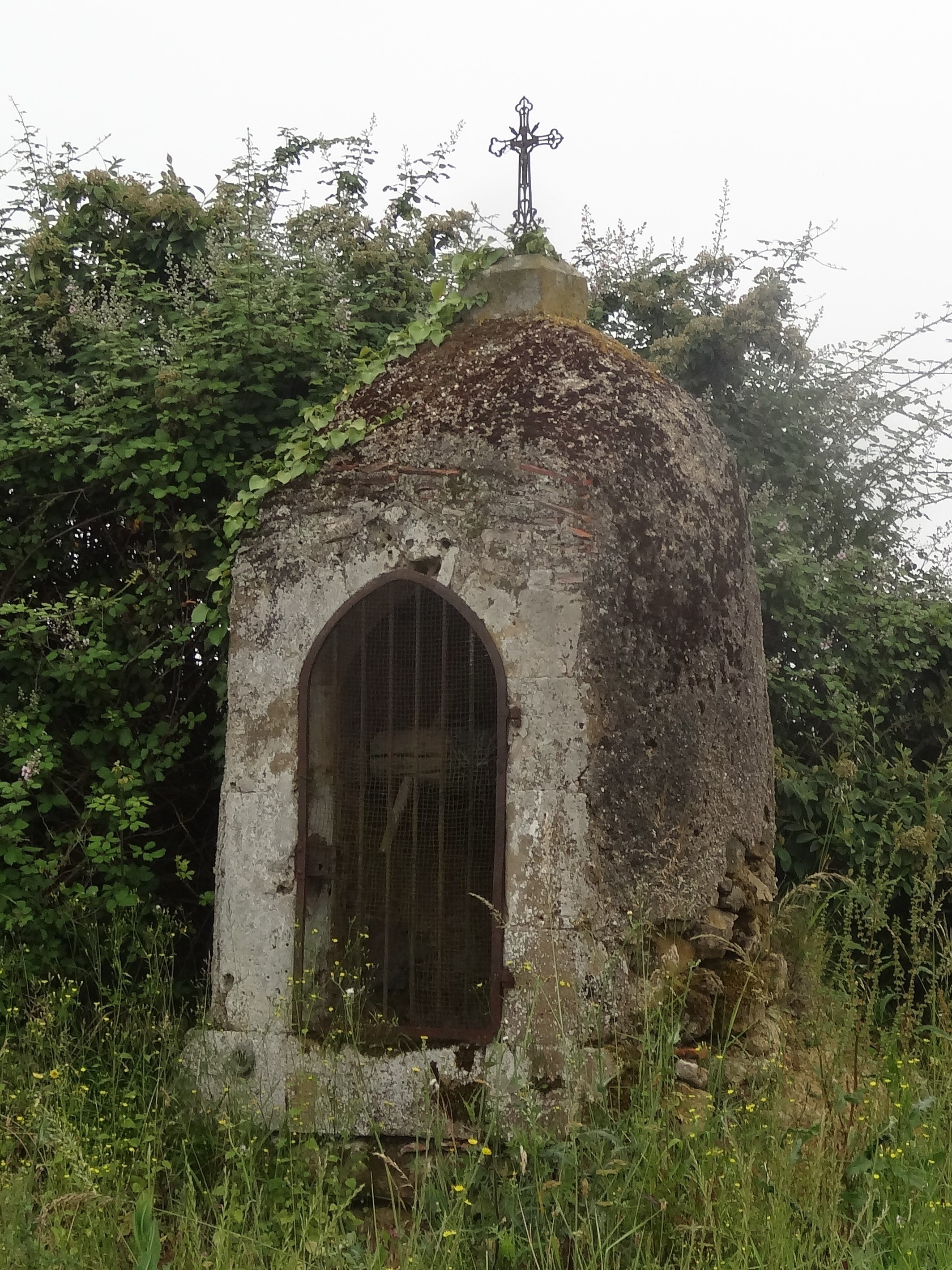
Puits en bordure de la D226.
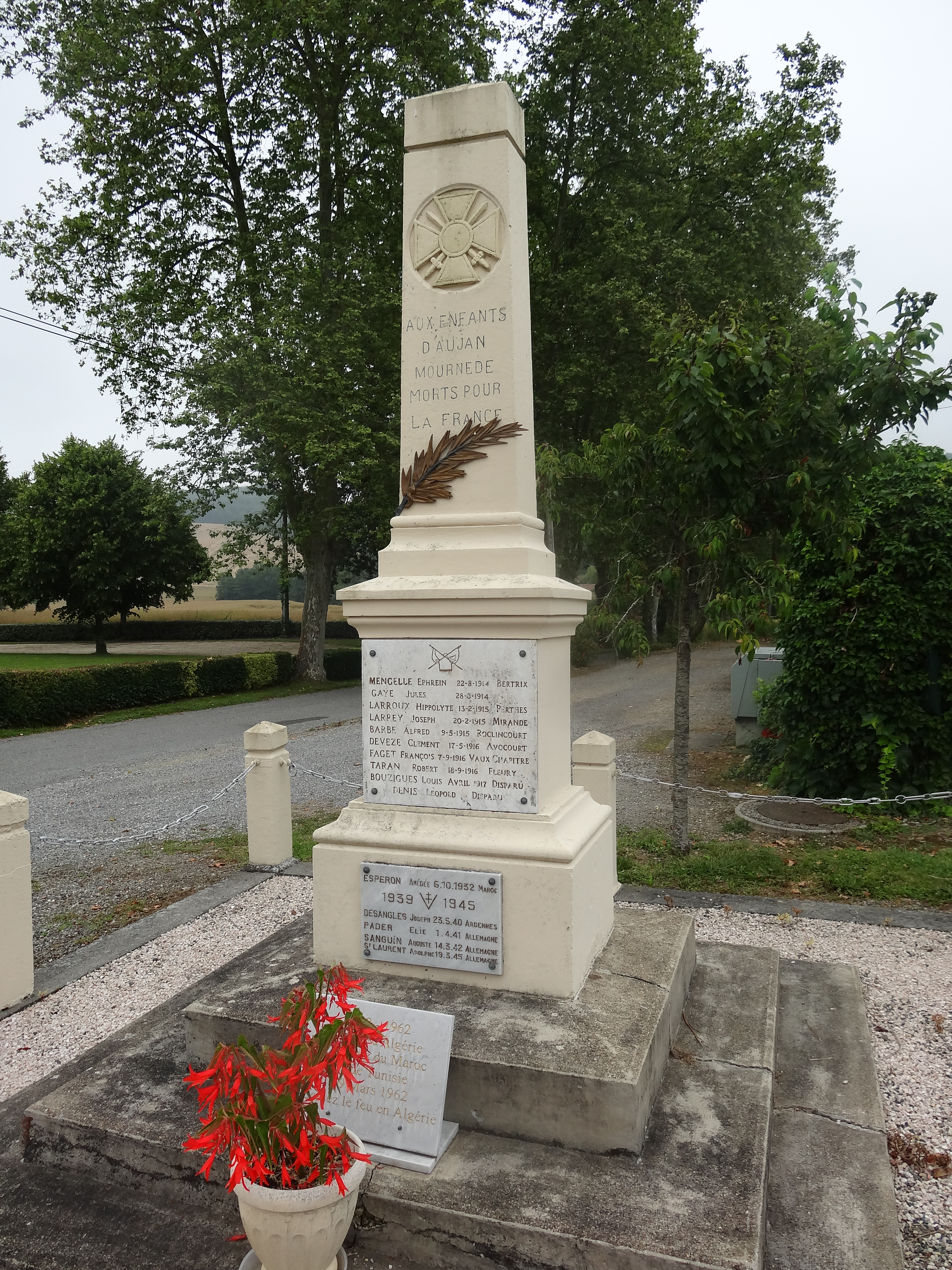
Le monument aux morts.
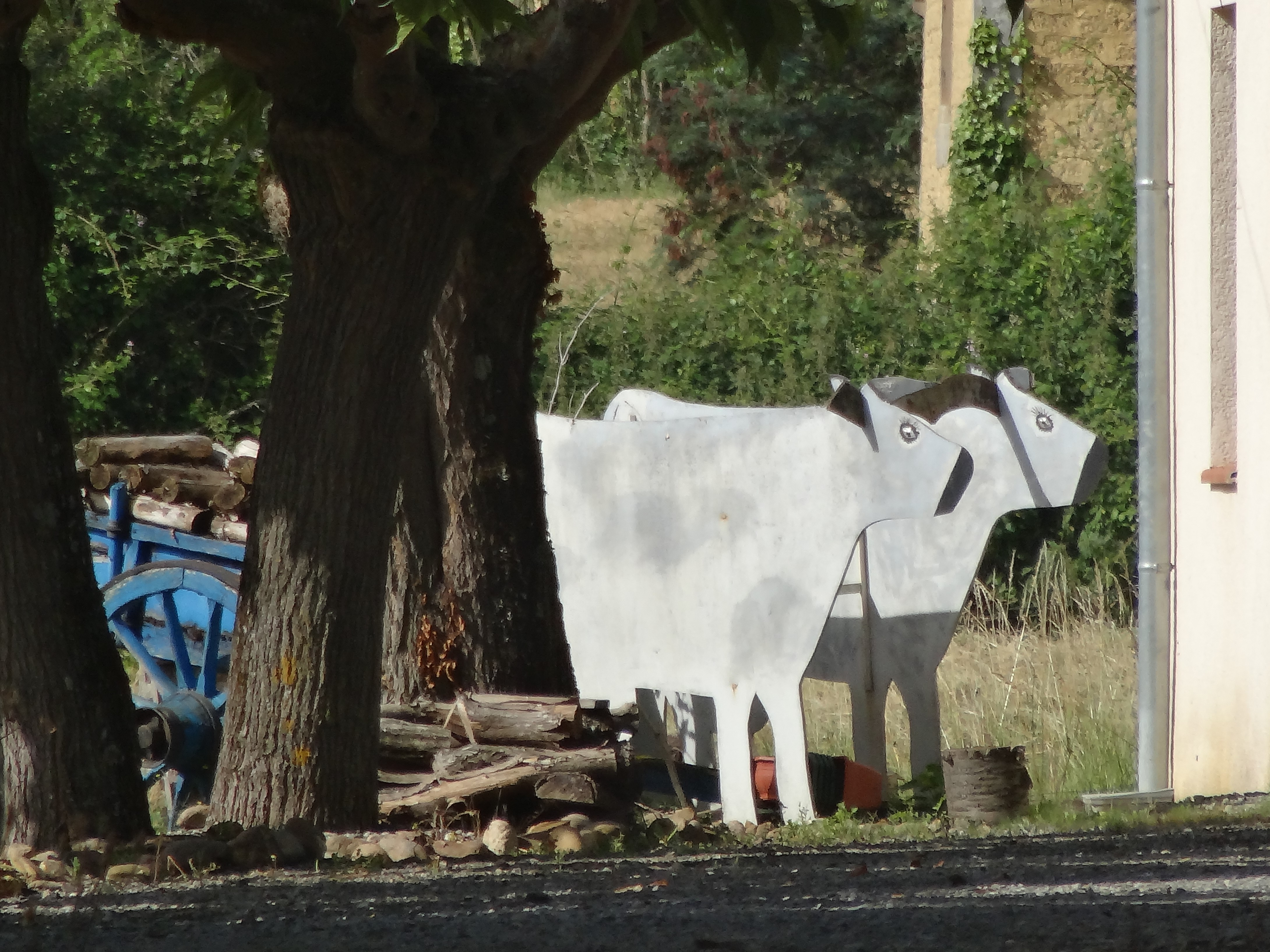
Vaches décoratives originales.